# Скотсхаус
Скотсхаус (англ. Scotstown; ирл. Baile an Scotaigh) — деревня в Ирландии, находится в графстве Монахан (провинция Ольстер).
По разным предположениям, название деревни происходит либо от живших на данной территории шотландцев, либо от фамилии владельца земель в 1660-е, Джорджа Скотта. Старые документы, включая Thom’s Irish Almanac 1862 года, упоминают деревню то как Scottstown, то как Scotstown. Ирландское название происходит от ирл. an Bhothach, что можно перевести как «хижина».
Занятость в поселении обеспечивают два производителя деревянной мебели. Также здесь есть продуктовый магазин, почта, аптека и ещё несколько мелких торговых точек. В октябре в деревне проходит традиционный музыкальный фестиваль Scoil Cheoil na Botha.

## Демография
Население — 250 человек (по переписи 2006 года). В 2002 году население составляло 220 человек.
Данные переписи 2006 года:
| Общие демографические показатели |               |                               |                               |      |      |
| Всё население                    | Всё население | Изменения населения 2002—2006 | Изменения населения 2002—2006 | 2006 | 2006 |
| 2002                             | 2006          | чел.                          | %                             | муж. | жен. |
| 220                              | 250           | 30                            | 13,6                          | 121  | 129  |